# Marcos verbal y satélite
En lingüística, los marcos verbal y satélite son formas de expresar el sendero o el modo de movimiento, respectivamente. Las lenguas de marco verbal, por ejemplo las romances, suelen usar verbos que indican el sendero, como entrar, salir, subir, bajar y cruzar. Al contrario, las lenguas de marco satélite, por ejemplo las germánicas, prefieren verbos de manera como tiptoe y waltz, relegando la función del sendero a preposiciones como up, into y out of.
La clasificación de lenguas como verbal o satélite no es definitiva. En inglés hay verbos de sendero como enter y exit, que vienen del latín. El chino es de marco equipolente, es decir, los verbos expresan el sendero y el modo al mismo tiempo.